# Volum masic
În termodinamică volumul masic, (denumire anterioară volumul specific) al unei substanțe (simbol: {\displaystyle v}) este o mărime fizică intensivă, definită ca raportul dintre volumul, V, al substanței și masa sa, m. Este inversul densității, ρ (ro). Valoarea sa se poate obține și din raportul dintre volumul molar, Vm și masa molară, M:
{\displaystyle v={\frac {V}{m}}=\rho ^{-1}={\frac {V_{m}}{M}}}
În SI unitatea de măsură a volumului masic este metrul cub pe kilogram (m3/kg).
Volumul masic pentru un gaz ideal este legat de constanta molară a gazului, Rm, de temperatura T, presiunea, p, și masa molară, M. Deoarece {\displaystyle pV=nR_{m}T} și {\textstyle n={\frac {m}{M}}}:
{\displaystyle v={\frac {V}{m}}={\frac {R_{m}T}{pM}}}

## Descriere
Volumul masic se folosește de obicei în relațiile în care apar mărimile:
- volum molar
- volum (termodinamică)
- Volum molar parțial

Fie o cameră etanșă, cu volum variabil, care conține un anumit număr de atomi de oxigen gazos. Atunci,
- dacă camera este făcută mai mică fără a permite gazului să intre sau să iasă, densitatea crește și volumul masic scade;
- dacă camera se extinde fără a lăsa gaz să intre sau să iasă, densitatea scade și volumul masic crește;
- dacă dimensiunea camerei rămâne constantă și sunt injectați noi atomi de gaz, densitatea crește și volumul masic scade;
- dacă dimensiunea camerei rămâne constantă și unii atomi de gaz sunt îndepărtați, densitatea scade și volumul masic crește.

Volumul masic este invers proporțional cu densitatea. Dacă densitatea unei substanțe se dublează, volumul ei masic, exprimat în aceleași unități, se reduce la jumătate. Dacă densitatea scade la 1/10 valoarea sa anterioară, volumul masic, exprimat în aceleași unități, crește de 10 ori.
Densitatea gazelor se modifică la variații chiar ușoare ale temperaturii, în timp ce densitățile lichidelor și solidelor, care sunt considerate în general incompresibile, se vor schimba foarte puțin. Volumul masic este inversul densității unei substanțe; prin urmare, trebuie luat în considerare cu atenție în situații care implică gaze. Micile modificări ale temperaturii vor avea un efect vizibil asupra unor volume masice.
Densitatea medie a sângelui uman este de 1060 kg/m3. Volumul masic care se corelează cu acea densitate este de 0,00094 m3/kg. Se observă că volumul masic mediu al sângelui este aproape identic cu cel al apei, de 0,00100 m3/kg.

## Tabel cu volume masice mai comune
Tabelul de mai jos afișează densitățile și volumele masice pentru diferite substanțe comune care pot fi utile. Valorile sunt prezentate în condiții normale: temperatura de 0 °C și presiunea de 101325 Pa. Pentru gaze, valorile din tabel au fost aduse la condiții normale pe baza volumului molar normal de 22,414 m3/mol și a masei molare din tabel.
| Substanța        | Masă molară | Densitate | Volum masic |
| Substanța        | (kg/mol)    | (kg/m3)   | (m3/kg)     |
| ---------------- | ----------- | --------- | ----------- |
| Aer              | 29          | 1,293     | 0,773       |
| Azot             | 28,02       | 1,2506    | 0,800       |
| Oxigen           | 32,00       | 1,429     | 0,700       |
| Amoniac          | 17,031      | 0,760     | 1,316       |
| Clor             | 70,906      | 3,163     | 0,316       |
| Dioxid de carbon | 44,01       | 1,977     | 0,506       |
| Hidrogen         | 2,016       | 0,0899    | 11,12       |
| Metan            | 16,043      | 0,717     | 1,395       |
| Freon R-22       | 86,48       | 3,858     | 0,259       |
| Vapori de apă    | 18,016      | 0,804     | 1,24        |
| Apă (lichid)     | –           | 1000      | 0,00100     |
| Apă sărată       | –           | 1030      | 0,00097     |
| Gheață           | –           | 916,7     | 0,00109     |
| Mercur           | –           | 13546     | 0,00007     |